# 源氏物語願文
源氏物語願文（げんじものがたりがんもん）は、源氏供養のための漢文体の願文（表白文）である。

## 概要
源氏供養のための願文は「源氏供養表白」や「源氏物語表白」、「源氏一品経」など中世には数多く作られた。この「源氏物語願文」もその一つであり、作者は不明。漢文体で書かれていることと、現存の本文ははっきりした結語を持っていないことの他、一般的な源氏供養の願文と同じく願文の中に源氏物語の巻名を読み込んでいるが、ほの表記や順序に以下のような特徴を持っている。
- 巣守（と思われるもの「憂栖」）、法師、桜人など現在一般的な54帖に含まれない巻名を含んでいる。
- 桐壺からはじまるものの、途中からは文中での巻名の並べ方が巻序に従っておらず、最後は夢浮橋ではない。
- 独特の異名で呼ばれている巻が多くある。本願文独特の巻名がいくつかあるのに加えて、「匂宮」について、現在一般的な名称ではあるものの、この巻は、もともと「匂兵部卿」という巻名だったと考えられ、古い時代の文献ではすべて「匂兵部卿」と呼ばれており、次第に「匂宮」と呼ばれるようになっていくのであるが、この願文はこの巻を「匂宮」という巻名で呼んでいる時期的に最も早い文献であると考えられている。

## 巻序と巻名
本願文にあらわれる巻名とその順序は以下の通りである。二つ目の数字は源氏物語の内容（年立）に基づく源氏物語54帖の巻序である。（現在通常使われている源氏物語の巻序では「若菜」が上下二巻に分かれ、雲隠を数えないためその間が一つずつずれる。）法師、桜人、巣守は現在の源氏物語54帖に含まれていない。通常の巻名の横に記したものは本願文独自の巻名である。
- 01 01桐壺
- 02 02帚木
- 03 03空蝉
- 04 04夕顔
- 05 05若紫
- 06 06末摘花
- 07 07紅葉賀
- 08 08花宴
- 09 09葵 蓬日
- 10 10賢木 榊葉
- 11 11花散里
- 11 14澪標 身小尽
- 13 15蓬生
- 14 16関屋
- 15 17絵合
- 16 22玉鬘
- 17 26常夏 瞿麥
- 18 25蛍
- 19 00法師
- 20 27篝火
- 21 12須磨
- 22 13明石
- 23 50東屋
- 24 40幻
- 25 46椎本 椎下
- 26 52蜻蛉 虫+節
- 27 34若菜
- 28 44竹河
- 29 37鈴虫
- 30 18松風
- 31 48早蕨
- 32 53手習
- 33 43紅梅
- 34 42匂宮
- 35 00桜人
- 36 32梅枝
- 37 31真木柱 槇柱
- 38 49宿木
- 39 21少女 日影
- 40 41雲隠
- 41 19薄雲
- 42 20朝顔 槿
- 43 28野分
- 44 38夕霧
- 45 51浮舟 浮船
- 46 00巣守 憂栖
- 47 24胡蝶
- 48 35柏木
- 49 54夢浮橋
- 50 33藤裏葉 藤裡葉
- 51 29行幸
- 52 30藤袴
- 53 36横笛
- 54 47総角
- 55 45橋姫
- 56 39御法
- 57 23初音

## 本文
一般には甲府広沢寺本を元にしたとされる群書類従本が流布している。
本文を収録した文献
- 「源氏物語願文」『群書類従17  連歌部  物語部』続群書類従完成会、1960年　ISBN 4-7971-0020-6
- 「源氏物語願文」『増補 国語国文学研究資料大成3 源氏物語』上、三省堂、初版1960年、増補版1977年。
- 「源氏物語願文」「無名草子」輪読会編『無名草子—注釈と資料』和泉書院、2004年（平成16年）2月、pp.. 162-164。 ISBN 4-7576-0247-2